# Socioøkonomi
Socioøkonomi er den samfundsvidenskab, der studerer, hvordan økonomisk aktivitet påvirker og bliver formet af samfundsmæssige processer. Generelt analyserer den, hvordan samfund, på grund af deres lokale eller regionale økonomi eller verdensøkonomien, udvikler sig, stagnerer og går tilbagegang.
Begrebet socioøkonomi bliver sommetider brugt som en fællesbetegnelse med forskelligartet anvendelse. Begrebet 'samfundsøkonomi' kan i bred forstand henvise til "brugen af økonomi i studiet af samfundet". Mere snævert betragter nutidig praksis individers adfærdsmæssige interaktioner og grupper gennem social kapital og sociale "markeder" (hvilket for eksempel ikke udelukker sortering ved ægteskab) og dannelse af sociale normer. Den studerer i den sidstnævnte forholdet mellem økonomi og sociale værdier.
En særskilt supplerende anvendelse beskriver samfundsøkonomi som "en disciplin der studerer det gensidige forhold mellem økonomisk videnskab på den ene side og socialfilosofi, etik og menneskelig værdighed på den anden" med henblik på social rekonstruktion og forbedring eller også lægger den vægt på multidisciplinære metoder fra videnskabelige områder som sociologi, historie og statskundskab. Ved at kritisere mainstream-økonomien for sine påståede filosofiske forudsætninger (for eksempel i sin stræben efter egeninteresse) og forsømmelse af dysfunktionelle økonomiske forhold, har sådanne fortalere en tendens til at klassificere samfundsøkonomi som heterodoks.
Socioøkonomer fokuserer ofte på de sociale konsekvenser ved økonomiske forandringer. Disse forandringer kan være blevet bragt af nye teknologier, markedsmanipulation, internationale handelstraktater, love eller regler, naturlige farer, osv. Disse ændringer kan påvirke forbrugsmønstre, fordelingen af indkomster og rigdom, den måde folk opfører sig på, både hvad angår købsbeslutninger og livskvalitet. Den samfundsøkonomiske udvikling kan have vidtrækkende samfundsmæssige konsekvenser, fra lokale effekter på et lille samfund til effekter på et helt samfund.
Målet med socioøkonomisk undersøgelser er generelt at skabe socioøkonomisk udvikling, som regel med fremskridt i parametre såsom BNP, forventet levealder, læsefærdighed, beskæftigelsesniveau mfl.[kilde mangler]
Selvom det er sværere at måle, bliver ændringer i mindre håndgribelige faktorer også betragtet. Heraf kan nævnes: personlig værdighed, foreningsfrihed, personlig sikkerhed og frihed fra frygten for fysisk skade og omfanget af deltagelsen i civilsamfundet.[kilde mangler]